# Place d'Italie (metrostation)
Place d'Italie er en station på metronettet i Paris, beliggende centralt i 13. arrondissement. Stationen er endestation for metrolinje 5 og desuden station og krydsningspunkt for metrolinjerne 6 og 7. Stationen blev åbnet 24. april 1906 som en del af den metrolinje, der dengang hed 2 Sud. Stationen var i STIF's statistik for 2004 den ottende mest trafikerede station i Paris med 13,10 millioner passagerer.
Alle de tre linjers stationer ligger under Place d'Italie. Linje 5's station ligger i svinget på endestationens vendesløjfe. Stationen, som betjener linje 6, er orienteret øst-vest med udgang til Boulevard Vincent Auriol i den østlige side, og linje 7's station ligger nord-syd med indgang fra Avenue d'Italie.
Metrostasjonen har navn efter den plads, den ligger under. Her lå tidligere den port, som den gamle romerske vej mod Lyon og Rom passerede gennem.
Stationen ligger ved et vejknudepunkt, hvor fem af Paris' store veje mødes:
- Avenue des Gobelins
- Avenue d'Italie
- Boulevard Auguste Blanqui
- Boulevard de l'Hôpital
- Boulevard Vincent Auriol

Nær stationen ligger rådhuset for 13. arrondissement, storcentret Italie samt blokken Grand écran af den japanske arkitekt Kenzo Tange og Butte aux Cailles-kvarteret.

## Historie
Første del af linje 5 til stationen Gare d'Orléans (nu Gare d'Austerlitz) blev åbnet 2. juni 1906, og 14. oktober 1907 blev metrolinjerne 2 Sud og 5 slået sammen, og linje 2 Suds perroner taget ud af brug. Metrolinje 6 til stationen Nation tog 1. marts 1909 de perroner i brug, som tidligere blev brugt af linje 2 Sud. Metrolinje 10 blev ført videre fra stationen Odéon til Porte d'Italie og åbnet 15. februar 1930.
26. april 1931 blev metrolinje 10 en del af linje 7, og 6. oktober 1942 blev sporet mellem stationerne Place d'Italie og Charles de Gaulle - Étoile flyttet fra metrolinje 5 til linje 6. En vendesløjfe for de metrotog, som kører på linje 5, blev åbnet 2. september 2007.

## Adgang
Der er 4 adgangsveje til Place d'Italie-stationen :
- Auguste Blanqui : En trappe fra rue Bobillot 2
- Grand Écran : En trappe fra Place d'Italie (overfor indkøbscentret Italie)
- Vincent Auriol : En trappe og en elevator fra Boulevard Vincent-Auriol 182
- Mairie du XIIIème : En trappe til Boulevard de l'Hôpital 146

## Trafikforbindelser
- RATP

## Galleri
- Indgangen fra Boulevard Vincent-Auriol 182
- Linje 5's perron
- Stationen på linje 6
- Stationen på linje 7